# Kendall (Belize)
Kendall (Kendal) ist ein Ort im Stann Creek District von Belize. 2010 hatte der Ort 118 Einwohner.

## Geographie
Der Ort liegt am Südufer des Sittee River. Im Westen erheben sich in wenigen Kilometern Entfernung die Maya Mountains.
Die nächstgelegenen Orte sind Silk Grass und Hopkins im Nordosten, Sittee River im Osten, Maya Centre im Süden und Mayan King im Südwesten.

### Verkehr
Der Ort selbst liegt am Southern Highway, der nach Nordosten nach Dangriga und zum Hummingbird Highway führt. Im Südwesten verläuft der Southern Highway über Independence und Dump nach Punta Gorda.
Der Southern Highway führt bei Kendall mit der Kendall-Brücke über den Sittee River.

## Klima
Nach dem Köppen-Geiger-System zeichnet sich durch ein tropisches Klima mit der Kurzbezeichnung Af aus.